# アフリカ豚熱ウイルス
アフリカ豚熱ウイルス（アフリカぶたねつウイルス、英: African swine fever virus、略称: ASFV）とはアフリカ豚熱の病原体。アフリカ豚熱ウイルスは大型の二本鎖DNAウイルスでありウイルスの増殖は細胞質で行われる。アフリカ豚熱ウイルスはアスファウイルス科に属する唯一のウイルスである。

## 概要
既知の二本鎖DNAウイルスの中で、節足動物によって伝染するものは本種のみである。アフリカ豚熱ウイルスはブタに致死性の出血性疾患を引き起こし、いくつかの分離株は感染後1週間程度で死に至らせることがある。ブタ以外の動物では目立った症状を引き起こさない。アフリカ豚熱ウイルスはサハラ以南のアフリカにおいてダニとブタ、イボイノシシ、カワイノシシの間で感染環を形成して、野生に存在している。この病気は、ヨーロッパの移住者がブタをアフリカ豚熱の流行地域に連れて行った後に初めて記載されたものであり、それ自体、「新興感染症」の一例である。

アフリカ豚熱ウイルスによる症状は豚熱ウイルスによる症状と非常に類似しており、一般にその鑑別には実験室診断が必要である。